# Forest Lawn Memorial Park (Hollywood Hills)
Pour les articles homonymes, voir Forest Lawn Memorial Park et Forest Lawn (Calgary).
Le Forest Lawn - Hollywood Hills Cemetery ou cimetière Forest Lawn de Hollywood Hills est situé au 6300 Forest Lawn Drive à Los Angeles en Californie, sur le versant sud de la vallée de San Fernando près de Burbank.
Entouré des studios Disney, Universal, Warner Bros., il est devenu le cimetière des stars de Hollywood, de nombreuses vedettes et de membres de l'industrie du cinéma américaine. Il est l'un des six cimetières des  Forest Lawn Memorial-Parks and Mortuaries, société chargée de l'administration des cimetières de la Californie du Sud[réf. nécessaire].

## Histoire
Le Forest Lawn de Glendale fut fondé en 1917 par Hubert L. Eaton (en), qui croyait fermement à une vie joyeuse après la mort et pensait que les cimetières étaient des lieux trop déprimants. Il plaidait pour la création de lieux qui refléteraient sa vision optimiste de la mort. Il envisageait Forest Lawn comme un grand parc, non pas peuplé de monuments macabres et d'autres signes de la mort terrestre mais un lieu rempli de grands arbres, de belles pelouses, de fontaines, de statues et d'un mémorial.
Le lieu n'accueille d'ailleurs pas uniquement des funérailles ; dans ses différentes chapelles, on célèbre également des mariages comme celui de Ronald Reagan et de sa première épouse, l'actrice Jane Wyman.

## Le mémorial
Forest Lawn Memorial Parks est une institution culturelle de la région de Los Angeles. Le Forest Lawn-Hollywood Hills est un lieu consacré à la préservation de l'histoire des États-Unis.
Le parc comprend, entre autres, les points d'intérêts suivants :
- La Court of Liberty (« Cour de la liberté »), qui présente des statues de George Washington et Thomas Jefferson ainsi que la Birth of Liberty Mosaic (« Mosaïque de la naissance de la liberté ») qui fait environ 50 mètres sur 9 m et est composée d'environ dix millions de pièces de verre de Venise représentant vingt-cinq scènes célèbres de l'histoire américaine de 1619 à 1787.
- La Old North Church, une fidèle réplique de l'église historique de Boston, immortalisée par Henry Wadsworth Longfellow dans son fameux poème Paul Revere's Ride. Elle contient des documents précieux de l'époque coloniale.
- Le Hall of Liberty American History Museum (« Musée historique de la liberté américaine ») présente une réplique de la Liberty Bell, ainsi que de nombreuses expositions. Il comprend également un auditorium de 1 200 places.
- Le Monument to Washington (« Monument à Washington »), une statue de marbre et de bronze dédiée au premier président, créée par le sculpteur Thomas Ball. Quatre des généraux de Washington y sont aussi honorés.
- La Lincoln Terrace (« terrasse de Lincoln »), présente une statue de bronze de cinq mètres de haut du 16e président, réalisée par Augustus Saint-Gaudens, flanquée d'une mosaïque représentant des scènes de la vie d'Abraham Lincoln.
- La Plaza of Mexican Heritage (« place du Patrimoine mexicain »), présente des sculptures de l'artiste Meliton Salas Rodriguez de Guadalajara. Salas Rodriguez y représente des répliques détaillées d'œuvres et d'objets représentatif des civilisations Aztèque, Huaxtèque, Maya, Mixtèque, Olmèque, Teotihuacan, Toltèque, Totonaque et Zapotèque qui précédèrent le Mexique moderne.

## Cimetière
Parmi les célébrités du cinéma et les nombreuses vedettes qui sont inhumées dans un Forest Lawn Memorial Park, soit à Hollywood Hills, soit à Glendale, figurent :
- Robert Altman
- Carl David Anderson
- Gene Autry
- Tex Avery
- Judith Barsi
- Humphrey Bogart
- Barbara Brown
- David Carradine
- Nat King Cole
- Sam Cooke
- Bette Davis
- Jim Davis
- Georges Delerue
- Ronnie James Dio
- Roy Oliver Disney
- Walter Elias Disney
- Michael Clarke Duncan
- Clark Gable
- Carrie Fisher
- Debbie Reynolds
- Marvin Gaye
- Jean Harlow
- Jill Ireland
- Michael Jackson
- Buster Keaton
- Lemmy Kilmister
- Dorothy Lamour
- Fritz Lang
- Charles Laughton
- Stan Laurel
- Liberace
- Carole Lombard
- Brittany Murphy
- Rick Nelson
- Bill Paxton
- Jean Parker
- Jeff Porcaro
- Naya Rivera
- Jim Rohn
- Telly Savalas
- Rod Steiger
- George Stevens
- James Stewart
- Elizabeth Taylor
- Jack Teagarden
- Forrest Tucker
- Lee Van Cleef
- Dick Van Patten
- Paul Walker
- Matthew Perry
- Solomon Burke

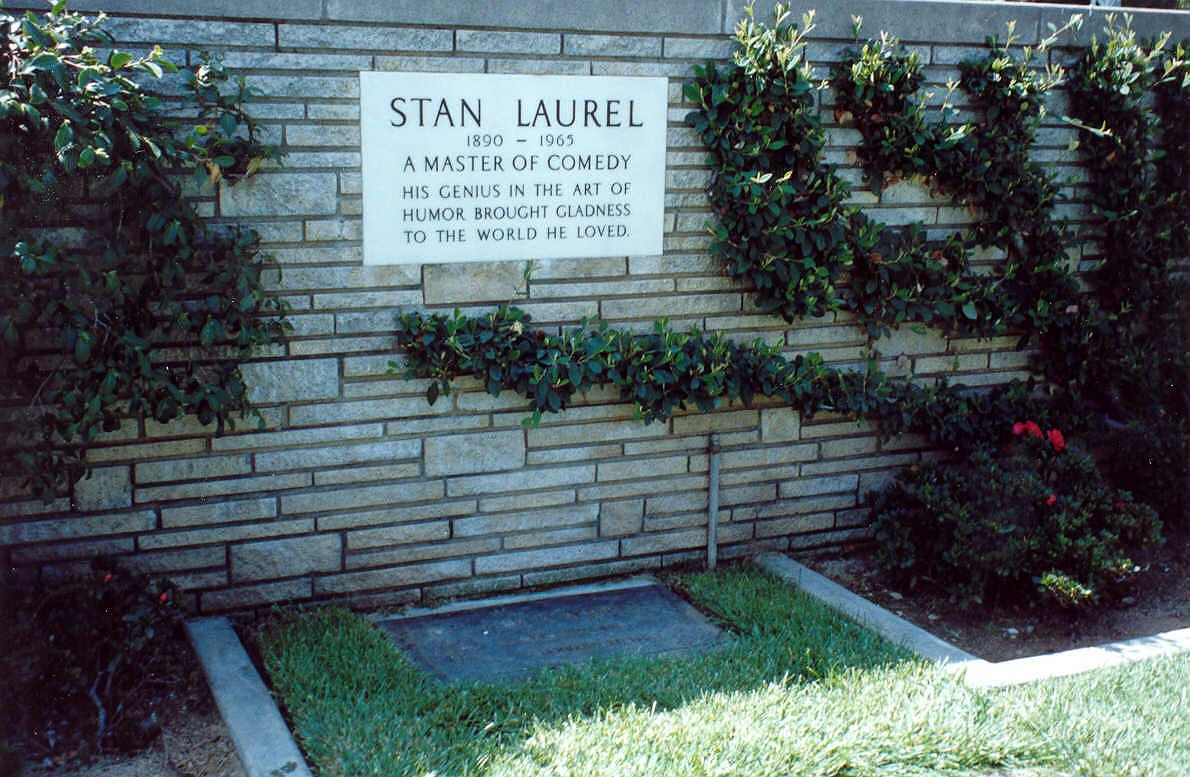
La tombe de Stan Laurel.
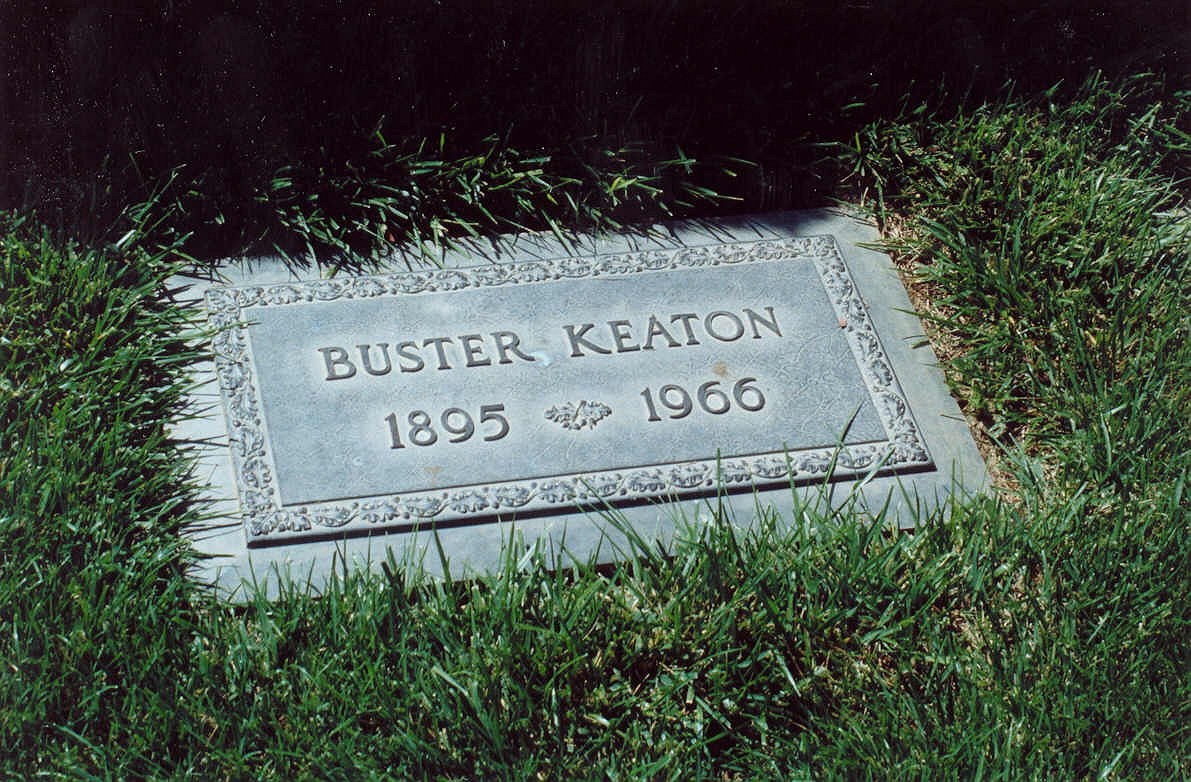
La tombe de Buster Keaton.